# Арболедас (Колумбия)
Арболедас (исп. Arboledas) — город и муниципалитет в северо-восточной части Колумбии, на территории департамента Северный Сантандер. Входит в состав Центрального субрегиона.

## История
Поселение, из которого позднее вырос город, было основано 2 августа 1756 года. Муниципалитет Арболедас был выделен в отдельную административную единицу в 1835 году.

## Географическое положение
Город расположен в центральной части департамента, в горной местности Восточной Кордильеры, на расстоянии приблизительно 38 километров к юго-западу от города Кукута, административного центра департамента. Абсолютная высота — 940 метров над уровнем моря.
Муниципалитет Арболедас граничит на севере с территорией муниципалитета Саласар-де-Лас-Пальмас, на северо-востоке и востоке — с муниципалитетом Дурания, на юго-востоке — с муниципалитетом Бочалема, на юге — с муниципалитетом Кукутилья, на западе — с муниципалитетом Качира, на юго-западе — с территорией департамента Сантандер. Площадь муниципалитета составляет 454,71 км².

## Население
По данным Национального административного департамента статистики Колумбии, совокупная численность населения города и муниципалитета в 2015 году составляла 8984 человека.
Динамика численности населения муниципалитета по годам:
| 2005 | 2006 | 2007 | 2008 | 2009 | 2010 | 2011 | 2012 | 2013 | 2014 | 2015 |
| ---- | ---- | ---- | ---- | ---- | ---- | ---- | ---- | ---- | ---- | ---- |
| 9270 | 9200 | 9155 | 9124 | 9095 | 9075 | 9048 | 9036 | 9017 | 8999 | 8984 |

Согласно данным переписи 2005 года мужчины составляли 53 % от населения Арболедаса, женщины — соответственно 47 %. В расовом отношении белые и метисы составляли 99,9 % от населения города; негры, мулаты и райсальцы — 0,1 %.
Уровень грамотности среди всего населения составлял 85 %.

## Экономика
64,5 % от общего числа городских и муниципальных предприятий составляют предприятия торговой сферы, 21 % — промышленные предприятия, 13 % — предприятия сферы обслуживания, 1,5 % — предприятия иных отраслей экономики.